# Bulgarie aux Jeux européens de 2015
La Bulgarie était présente aux Jeux européens de 2015, la première édition des Jeux européens, organisée à Bakou, en Azerbaïdjan.

## Médailles
| Sport                   | Discipline                              | Athlète(s) | Performance | Date    |
| Médailles d'or : 3      |                                         | |             |         |
| Badminton               | Femmes - Double                         | Gabriela Stoeva Stefani Stoeva |             | 27 juin |
| Canoë-kayak             | Hommes - C1-200m                        | Henrikas Žustautas |             | 16 juin |
| Natation                | Hommes - 50 mètres Dos                  | Andrius Šidlauskas |             | 25 juin |
| Médailles d'argent : 4  |                                         | |             |         |
| Lutte                   | Femmes - Libre - Moins de 48 kg         | Elitsa Yankova |             | 15 juin |
| Sambo                   | Femmes - Moins de 60 kg                 | Kalina Stefanova |             | 22 juin |
| Tir                     | Femmes - Pistolet à 25 m                | Antoaneta Boneva |             | 20 juin |
| Volley-ball             | Hommes                                  | Georgi Bratoev Rozalin Penchev Martin Bozhilov Svetoslav Gotsev Velizar Chernokozhev Branimir Grozdanov Dobromir Dimitrov Valentin Bratoev Jani Jeliazkov Todor Aleksiev (cap) Nikolay Nikolov Borislav Apostolov Ventsislav Ragin Petar Karakashev |             | 28 juin |
| Médailles de bronze : 5 |                                         | |             |         |
| Badminton               | Femmes - Simple                         | Petya Nedelcheva |             | 27 juin |
| Lutte                   | Hommes - Gréco-romaine - Moins de 80 kg | Daniel Aleksandrov |             | 13 juin |
| Lutte                   | Femmes - Libre - Moins de 55 kg         | Evelina Nikolova |             | 15 juin |
| Lutte                   | Femmes - Libre - Moins de 60 kg         | Taybe Yusein |             | 15 juin |
| Sambo                   | Femmes - Moins de 52 kg                 | Magdalena Varbanova |             | 22 juin |